# Życie i przygody Świętego Mikołaja
Życie i przygody Świętego Mikołaja (ang. The Life & Adventures of Santa Claus) – amerykański film animowany z 2000 roku w reżyserii Glen Hilla na podstawie książki L. Franka Bauma pt. Life and Adventures of Santa Claus.

## Fabuła
Cudowna kraina na krańcu świata zamieszkiwana jest przez najdziwniejsze postacie i zwierzęta. Nigdy nie widziano tam żadnego człowieka. Pewnego razu stary mędrzec Ak znajduje porzucone ludzkie niemowlę. Jego opiekunką ma zostać lwica Shiegra. Chłopczyk jednak zostaje zabrany przez nimfę Necile, która daje mu imię Claus i wychowuje jak własne dziecko. Królowa Zurline nadaje mu bardziej formalne imię Neclaus, czyli Mikołaj. Chłopczyk wyrasta na inteligentnego i przystojnego młodzieńca. Gdy odkrywa, że jest człowiekiem, chce poznać gatunek ludzki oraz prawdę o swoich przodkach. Mikołaj dowiaduje się, czym jest wojna, głód i nędza. Pewnego dnia znajduje przemarzniętego chłopczyka, którego otacza opieką i daje mu wyrzeźbionego przez siebie drewnianego kotka. Od tej pory co roku, w jedną wyjątkową noc, jako Święty Mikołaj wręcza dzieciom prezenty czyniąc je radosnymi.

## Obsada (głosy)
- Robby Benson jako młody Santa Claus
- Jim Cummings jako stary Santa Claus / Thog
- Dixie Carter jako Necile
- Hal Holbrook jako Ak
- Carlos Alazraqui jako Wisk / Wil Knook
- Maurice LaMarche jako król Mogorb / Lord of Lerd
- Brianne Siddall jako Ethan the Cripple / Megan / Tycus
- Cynthia Songé jako Shiegra
- Kath Soucie jako Natalie / Mayrie
- Mary Kay Bergman jako Martha / Nymph
- Melissa Disney jako Gardenia
- Jess Harnell jako Wagif Knook / Bo
- Nick Jameson jako Peter Knook / Andrew

## Wersja polska
Opracowanie wersji polskiej: Telewizja Polska

Reżyseria: Andrzej Bogusz

Tłumaczenie i dialogi: Stanisława Dziedziczak

Teksty piosenek: Krzysztof Rześniowiecki

Dźwięk i montaż: Urszula Bylica

Kierownik produkcji: Anna Jaroch

Wystąpili:
- Henryk Talar
- Tomasz Błasiak
- Marek Barbasiewicz
- Krzysztof Szczerbiński
- Anna Gajewska
- Piotr Ligienza
- Agnieszka Kunikowska
- Krystyna Kozanecka
- Zygmunt Sierakowski
- Stefan Knothe
- Jolanta Wilk
- Robert Tondera
- Joanna Orzeszkowska
- Rafał Mohr
- Joanna Pach
- Alina Więckiewicz
- Dariusz Błażejewski
- Janusz Wituch
- Krzysztof Strużycki
- Olga Barej
- Ewa Skowron
- Maria Krzysztofik
- Adrian Smoliński
- Krzysztof Ciok
- Paweł Szkolik

i inni
Lektor: Andrzej Bogusz
Źródło: